# Histoire de Jonathan Wild le grand
Pour les articles homonymes, voir Wild.
Cet article concerne un roman biographique de Henry Fielding. Pour l'article consacré à la personnalité réelle éponyme de cette œuvre, voir Jonathan Wild.
L'Histoire de Jonathan Wild le grand est une biographie satirique de Jonathan Wild par Henry Fielding. Elle a été publiée en 1743 dans le troisième volume des Miscellanées de l'auteur.

## Arrière-plan
La biographie de Jonathan Wild, figure du Londres de la jeunesse de l'auteur, permet à Fielding la satire de divers aspects de la société anglaise de l'époque,.
Fielding avait dix-huit ans quand il a assisté à la pendaison de Jonathan Wild en 1725.